# Mozartbrunnen (Dresden)

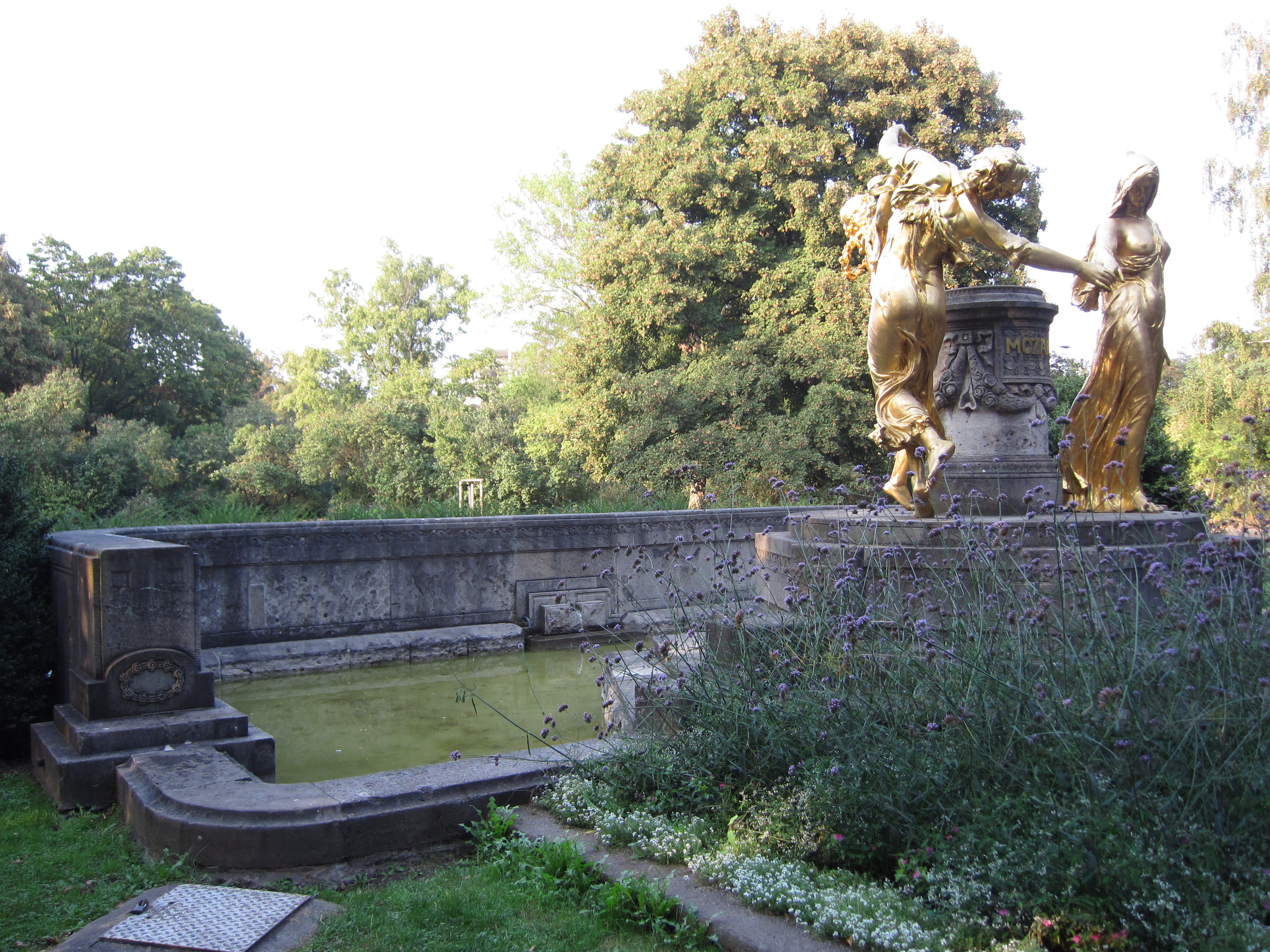
Mozartbrunnen

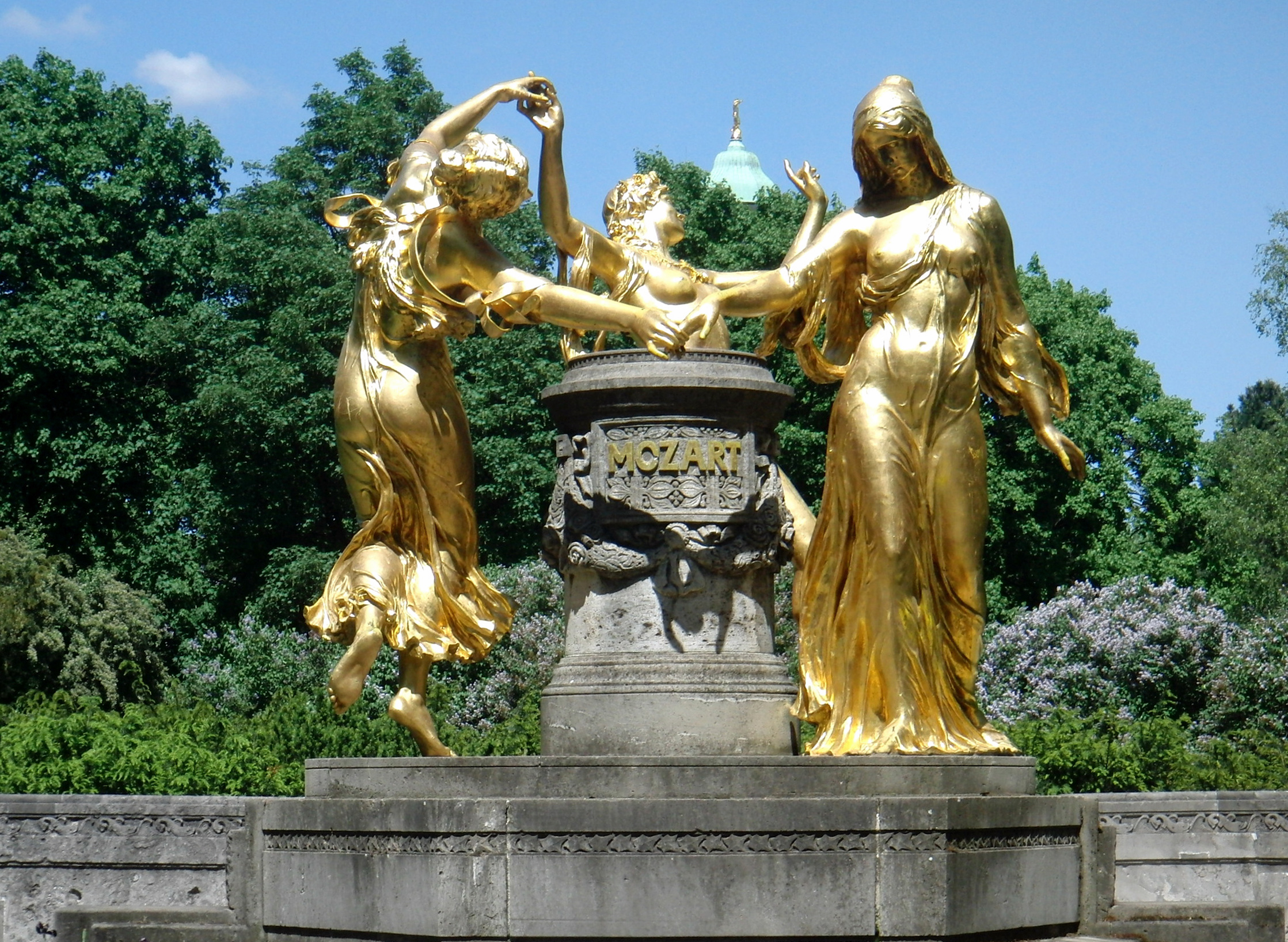
Die drei Grazien

Der Mozartbrunnen ist ein Brunnen im Landschaftsgarten Bürgerwiese im Dresdner Stadtteil Seevorstadt-Ost/Großer Garten. Er steht unter Denkmalschutz.

## Aussehen
Der Brunnen besteht aus zwei Teilen. Auf einem runden Sandstein-Postament steht eine kleine Säule aus Tiroler Marmor wie ein Altar. Auf der Vorderseite ist in vergoldeten Buchstaben der Name „Mozart“ angebracht, mit Rankengehängen begrenzt. Rund um den Altar tanzen drei überlebensgroße Frauengestalten aus Bronze, belegt mit Blattgold. Sie symbolisieren den tiefen, gläubig-frommen Ernst, die anmutvolle Grazie und die sonnig lachende Heiterkeit und sollen damit das Wesen von Mozarts Musik verkörpern.

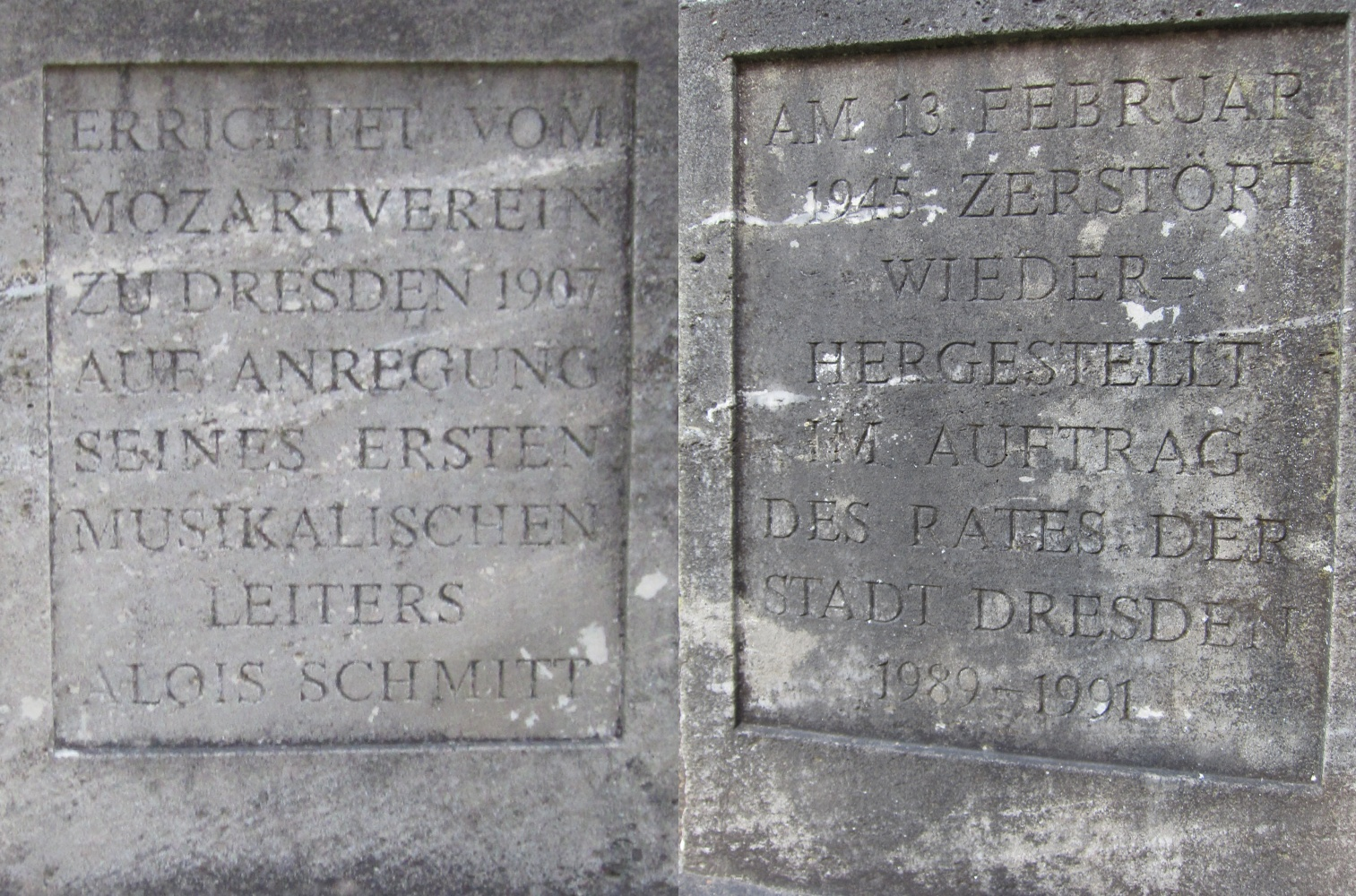
Informationstafeln

Hinter dem Denkmalteil befindet sich ein Wasserbecken, umgeben von einer dreiseitigen hüfthohen Mauer aus Muschelkalk. Die Oberseite der Mauer schmückt ein umlaufender Fries mit einem Fischmotiv. Der Wasserzufluss in der Mitte der Mauer ist unscheinbar. Ursprünglich war an der linken Mauer eine Tafel angebracht mit der Inschrift „Errichtet vom Mozart-Verein zu Dresden 1907 auf Anregung seines ersten künstlerischen Leiters Alois Schmitt“. Die Tafel verschwand 1923.
Die Inschrift wurde später in den Kalkstein des Sockels gemeißelt. An der linken Brunnenseite wird an die Errichtung des Brunnens erinnert. Die Inschrift an der rechten Brunnenseite nennt das Datum der Zerstörung und der Wiederaufstellung.
Eine nach der Sanierung angebrachte Beleuchtung des Brunnens wurde mehrfach zerstört und ist heute nicht mehr vorhanden. Durch die exponierte, ungeschützte Lage sind die Bronzestatuen ebenfalls häufigem Vandalismus durch Kratzer und Schmierereien ausgesetzt. Bei einer Untersuchung 2021/22 konnten zudem punktförmige Korrosionserscheinungen, sogenannte Pusteln oder Schichtpocken, festgestellt werden. Mit Hilfe einer umfassenden Analyse soll das Phänomen untersucht und der Brunnen neu vergoldet werden.

## Geschichte

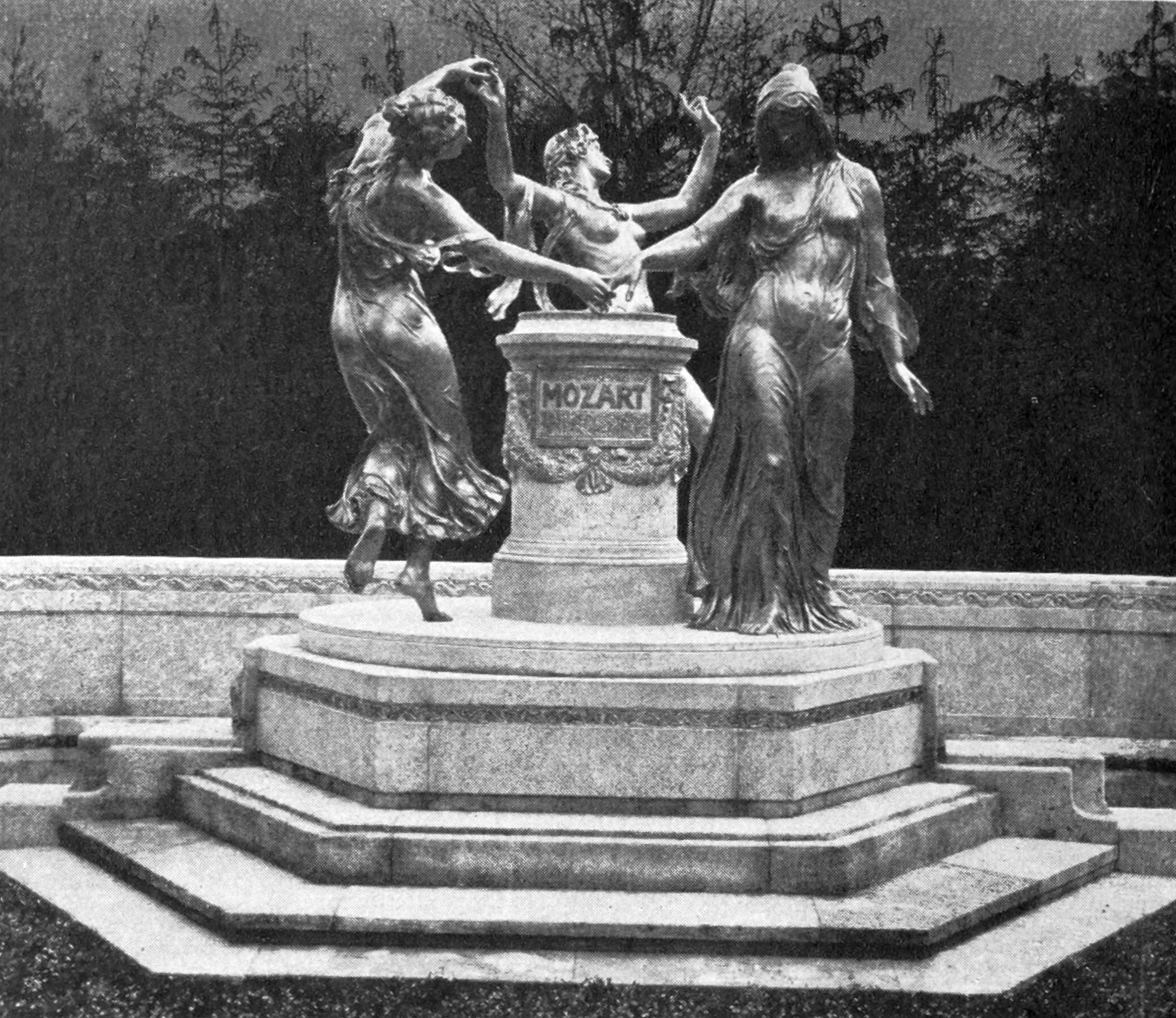
Ansicht kurz nach der Einweihung

Ansicht um 1920

Seit dem Beginn des 19. Jahrhunderts wurde die bis dahin eher ländlich-vorstädtische Bebauung der Seevorstadt durch großbürgerliche Wohnbauten ersetzt. So entstand auch das Bedürfnis nach einer angemessenen Gestaltung der großen Grünfläche Bürgerwiese. Zwischen 1838 und 1850 wurde die Wiese in eine öffentliche Parkanlage umgestaltet, es folgten bis 1869 noch zwei Erweiterungen.
Im April 1902 bat der Dresdner Mozartverein den Rat der Stadt, ihm kostenfrei einen Platz für ein noch zu beschaffendes Mozart-Denkmal zur Verfügung zu stellen: „zu Ehren und Gedächtnis des wohl für alle Zeiten in der Wertschätzung unseres Volkes feststehenden Komponisten Amadeus Mozart“. In das Denkmal selbst wollte der Verein 25.000 Mark investieren. Mozart hatte sich nur einmal, im April 1789, in Dresden aufgehalten. Am Wettbewerb zur Gestaltung des Denkmals nahmen Heinrich Epler, Richard König, Heinrich Wedemeyer und Hans Hartmann-MacLean mit insgesamt acht Entwürfen teil. Epler zog seine Bewerbung später zurück. Die Entwürfe wurden im Sächsischen Kunstverein ausgestellt und alle abgelehnt.
Unaufgefordert hatte der in Berlin-Charlottenburg lebende Bildhauer Hermann Hosaeus einen Entwurf eingereicht, in dem er die Musik widerspiegeln wollte, verkörpert durch den Reigen der drei überlebensgroßen vergoldeten Gestalten um einen „dem Genius des Meisters geweihten Altar“. Dieser Entwurf fand die Zustimmung der Gutachter. Die Entscheidung stand in der Kritik, da nicht jeder Künstler bei der Bewerbung berücksichtigt wurde und die namentliche Zusammensetzung des Preisgerichtes nicht bekannt war. Außerdem war der siegreiche Entwurf nicht öffentlich ausgestellt worden.
Hosaeus schreibt in seinen Erinnerungen über die Anerkennung durch die Stadt: „Eine große, dicke goldene Medaille war die äußere Anerkennung. Besagte Medaille war aber so wenig schön, daß ich sie spornstreichs zum Zahnarzt trug, sie eigenhändig einschmolz und mich damit begnügte, daß das beim Zahnarzt verbliebene Gold bildhaft bedeutete, daß viele Menschen meine Anerkennung dauernd im Munde führen.“
Infolge der Diskussionen und nach dem Tod des Vereinsleiters geriet der Bau des Brunnens 1904 ins Stocken. Drei Jahre später, am 16. Juni, konnte der Brunnen schließlich vom neuen Leiter des Mozart-Vereins, dem Geheimen Hofrat von Meyer, an Dresdens Oberbürgermeister Otto Beutler übergeben werden. Anwesend waren auch Mitglieder des sächsischen Königshauses, unter anderem Prinzessin Mathilde von Sachsen und Prinz Johann Georg von Sachsen. Den Guss hatte die Berliner Kunstgießerei Martin und Pelzing übernommen. Als Gusslegierung für die drei Statuen wurde ein zinnhaltiges Sondermessing CuZn10Sn3 mit einem geringen Bleianteil verwendet.
Erste Defekte an der Ölvergoldung wurden 1923 an den Mozartverein gemeldet: „Eine Besichtigung hat ergeben, dass sich das Denkmal in wenig gutem Zustande befindet. Die Vergoldung ist zum großen Teil verschwunden, sodass die Figuren fleckig und deshalb sehr unerfreulich wirken.“ Es wurde eine erneute Vergoldung in derselben Technik vorgenommen, ohne die fehlerhafte Vergoldung zuvor zu entfernen.

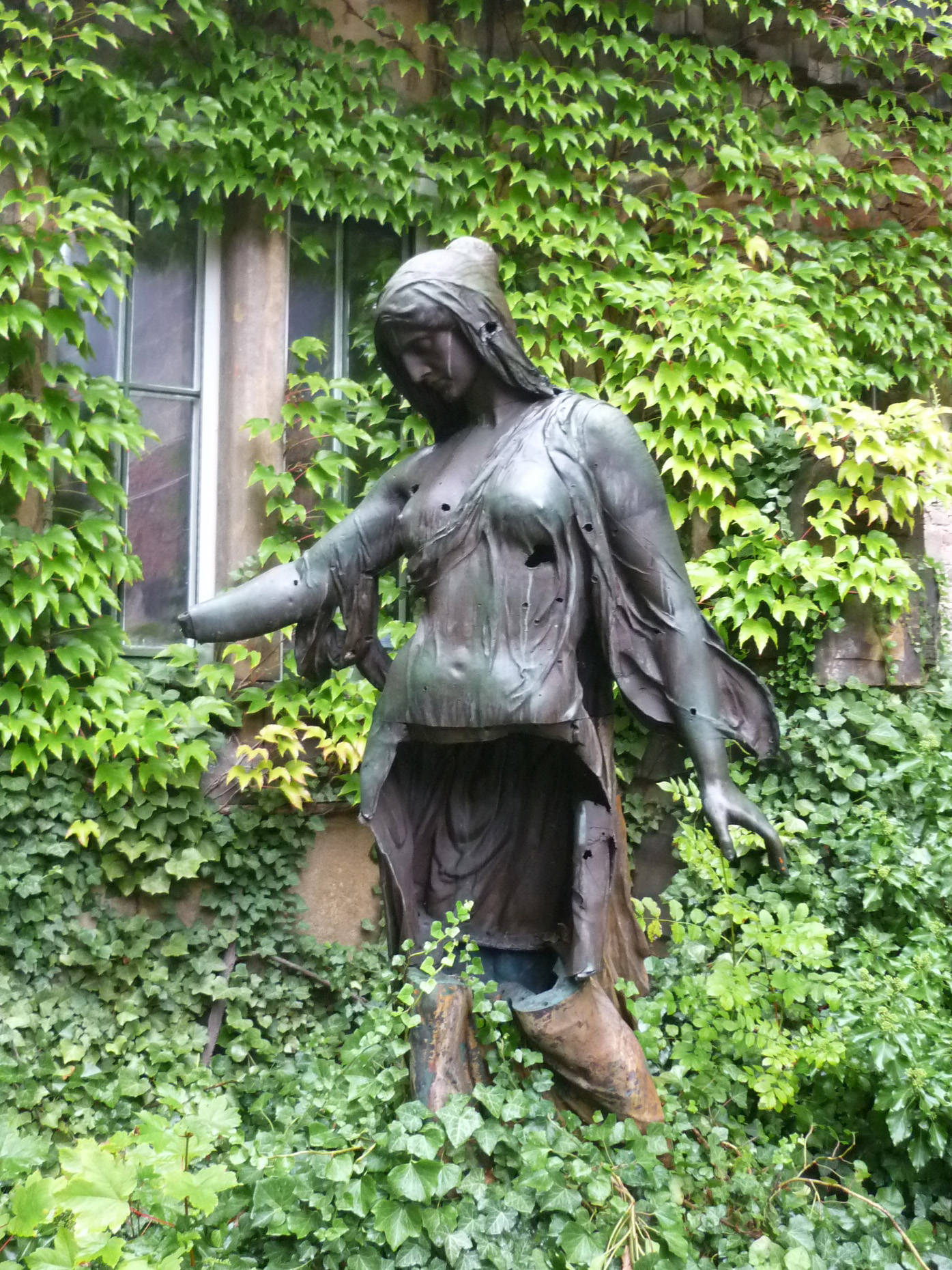
Beschädigte Figur „Ernst“

Bei den Luftangriffen auf Dresden im Februar 1945 wurde der Brunnen schwer beschädigt. Die Statuen waren in einzelne Teile zerbrochen, das Brunnenbecken beschädigt und der Steinsockel umgestürzt. Die beschädigte Originalfigur „Ernst“ wird heute im Lapidarium in der Ruine der Zionskirche aufbewahrt.
Bestrebungen des Instituts für Denkmalpflege in den 1950er Jahren, den Brunnen wiederherzustellen, blieben erfolglos. Die beschädigten Plastiken und der Sockel wurden geborgen. Teile des Brunnens wurden provisorisch in den Brunnen Stürmische Wogen am Albertplatz integriert. Der Bildhauer des ursprünglichen Denkmals, Professor Hosaeus, stellte ein kleines Gipsmodell und den noch vorhandenen Gipsabdruck der am stärksten zerstörten Figur „Ernst“ im Maßstab eins zu eins zur Verfügung. Weiter geschah vorerst nichts. Die Reste verfielen bis Mitte der 1980er Jahre wie die umgebende Grünanlage.
Ab 1987 wurden Vorbereitungen zu einer Wiederaufstellung des Brunnens getroffen, 1988 die Rekonstruktion in Auftrag gegeben. Zwei der Grazien waren weitgehend erhalten. 1991 ergänzte der Dresdner Bildhauer Eberhard Wolf nach Fotos fehlende Teile. Das Gießen der dritten weiblichen Figur, der „ernsten Musik“, übernahm die Kunst- und Glockengießerei Lauchhammer. Die Steinmetzarbeiten wurden von Christian Hempel ausgeführt, der brunnentechnische Teil lag in den Händen der Firma Lingrön. Mithilfe der Photogrammetrie konnten die ursprünglichen Aufstellungspunkte der Figuren bestimmt werden. Am 24. September 1991 wurden die drei vergoldeten Bronzefiguren aufgestellt. Am 5. Dezember 1991, Mozarts zweihundertstem Todestag, fand die feierliche Einweihung des Brunnens durch Reinhard Keller, den 1. Bürgermeister Dresdens, statt. Anwesend war unter anderem die Tochter des Bildhauers Hermann Hosaeus, Lizzie Hosaeus.
Aufgrund von Einsparmaßnahmen der Stadt Dresden ist der Brunnen im Jahr 2025 nicht in Betrieb.

## Kritik
Die Kritik des Brunnens fiel unterschiedlich aus. So wird genannt, dass den massigen, protzig vergoldeten Figuren eine der Mozartschen Musik entsprechende Symbolik fehlt. Auch der Zusammenhang zwischen dem Altar, dem Brunnenbecken und der umgebenden Kante aus Fischen ist schwer zu vermitteln.
Der bildende Künstler und Dozent Werner Pinkert bemerkt, dass das Denkmal „einem großartigen architektonischen Aufriss analog einer musikalischen Szenerie“ gleiche. Es sei „bewundernswert, wie der Bildhauer Hosaeus die in der Zeit des Jugendstils entstandenen Plastiken mit den Formen der klassischen Empfindung und dem Leichten, Beschwingten und Bewegten des Rokoko vereint“.

## Galerie

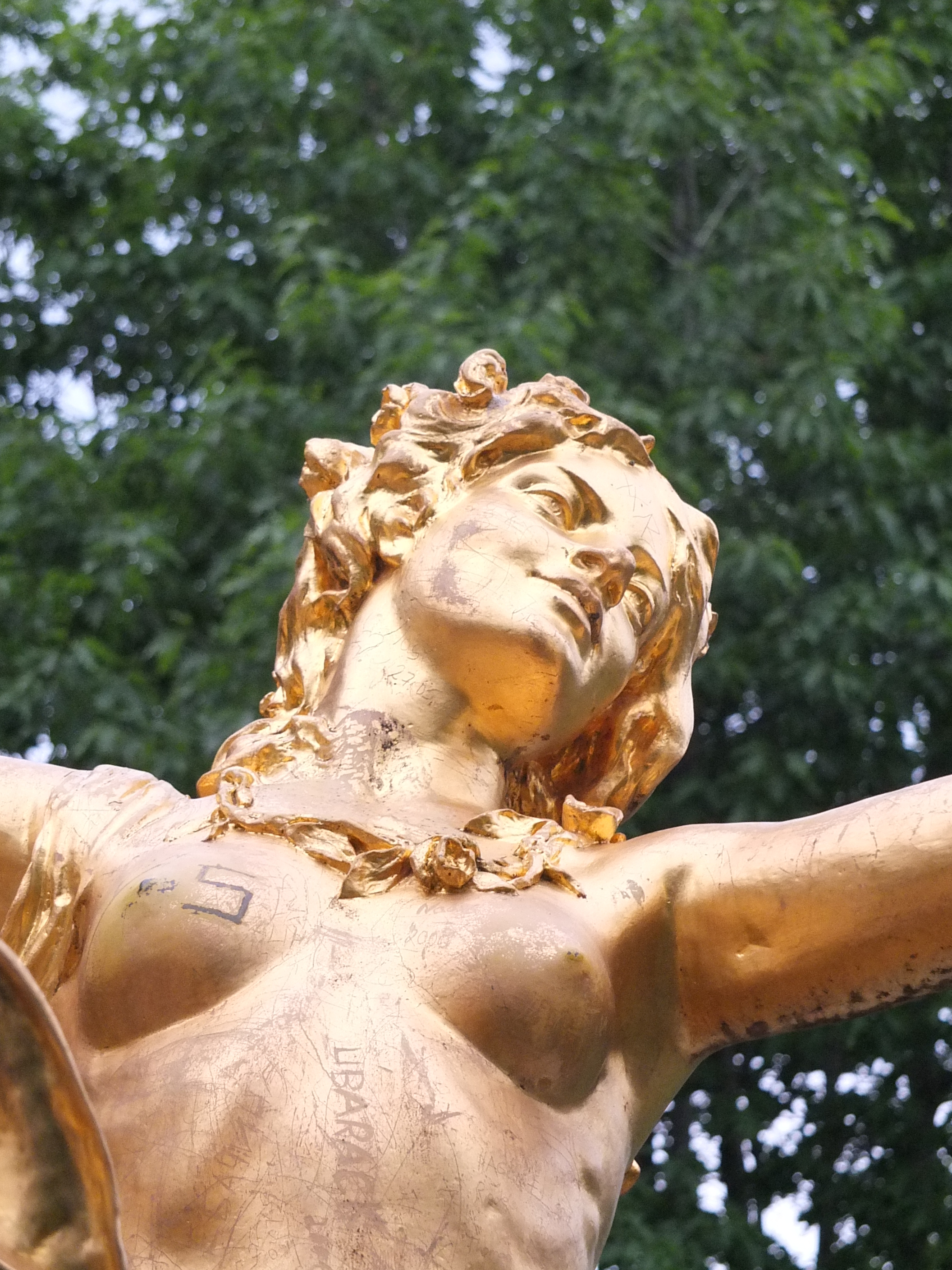
Detail
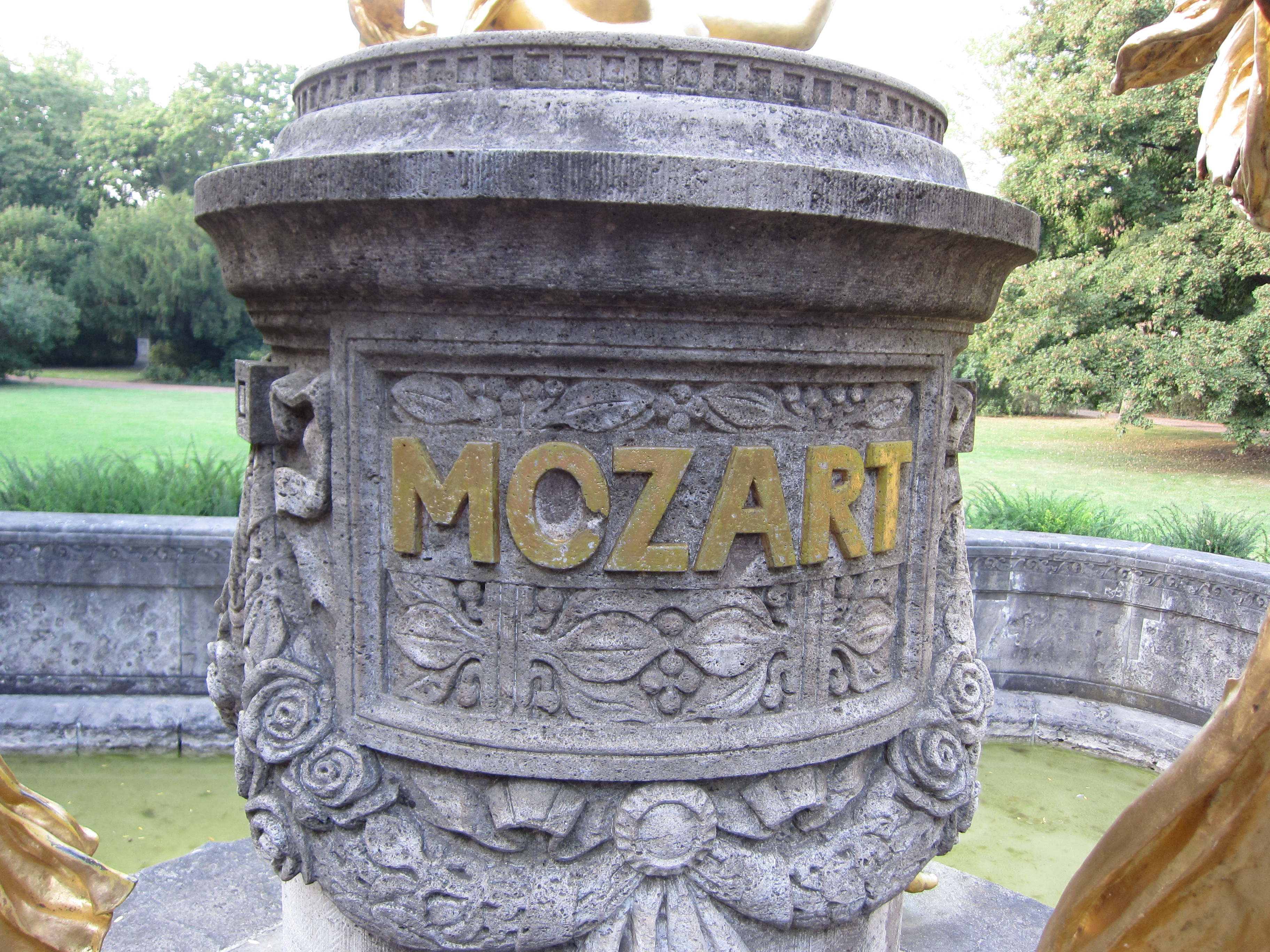
Säule
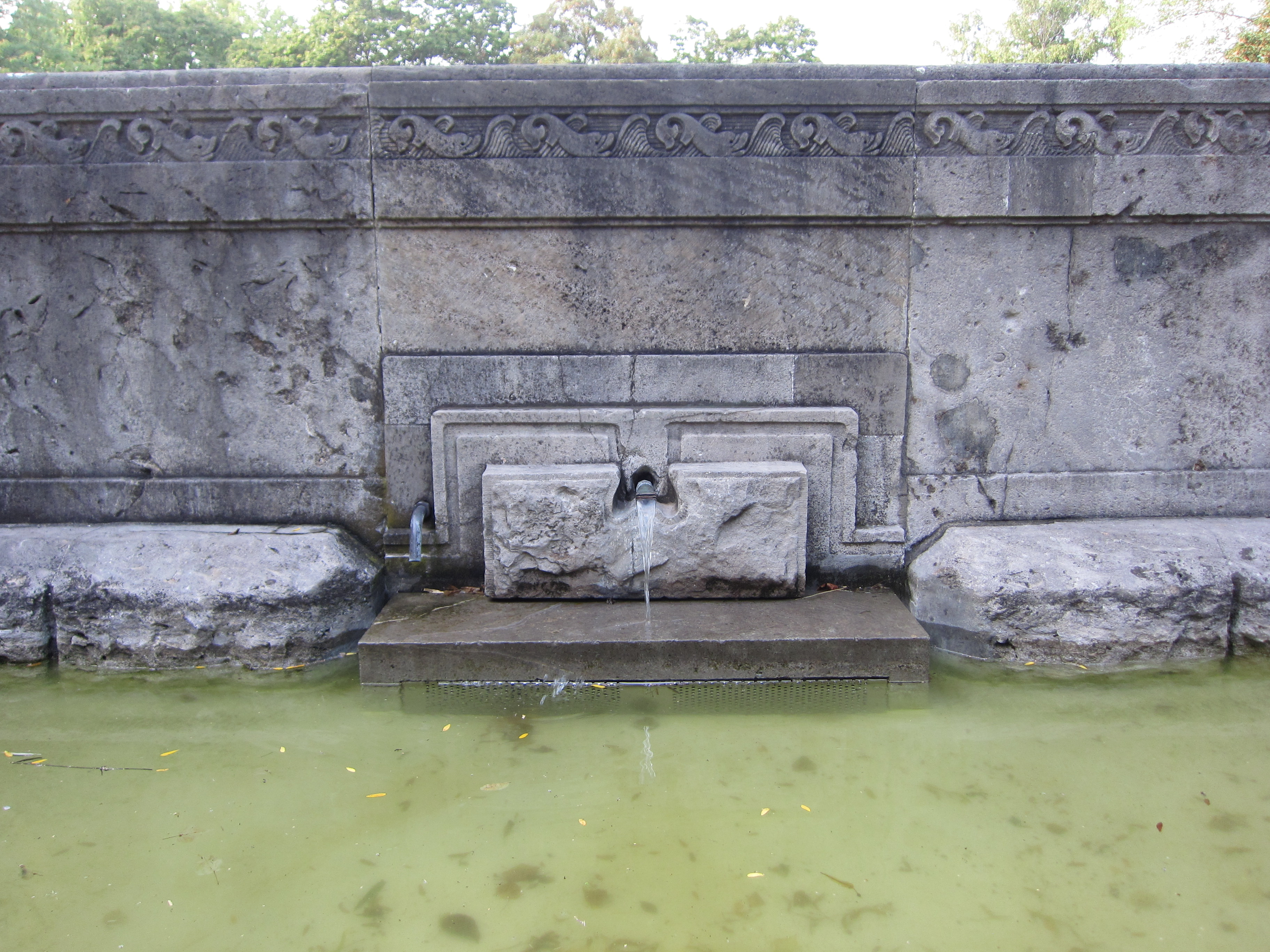
Wasserauslass
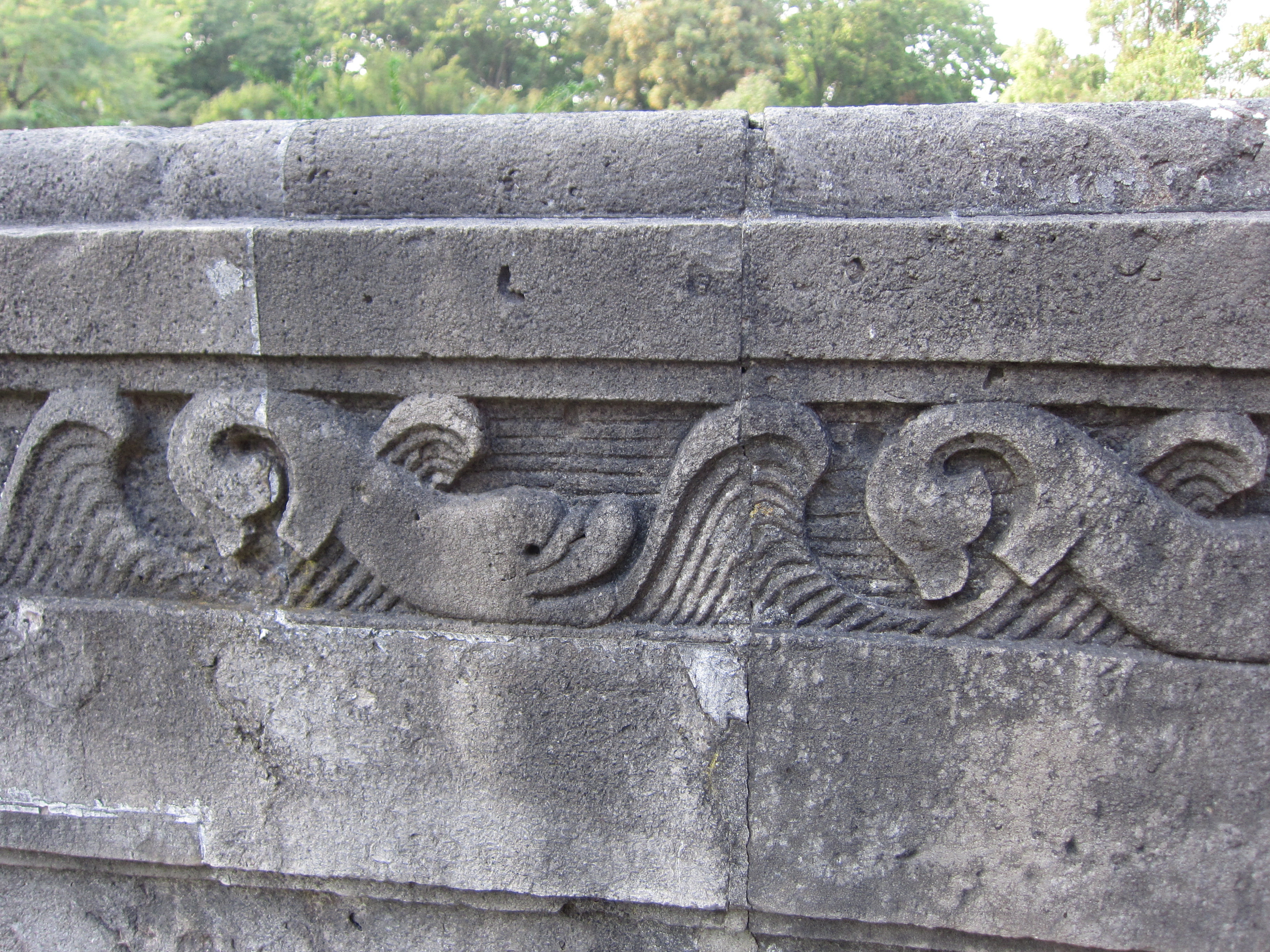
Fisch-Fries
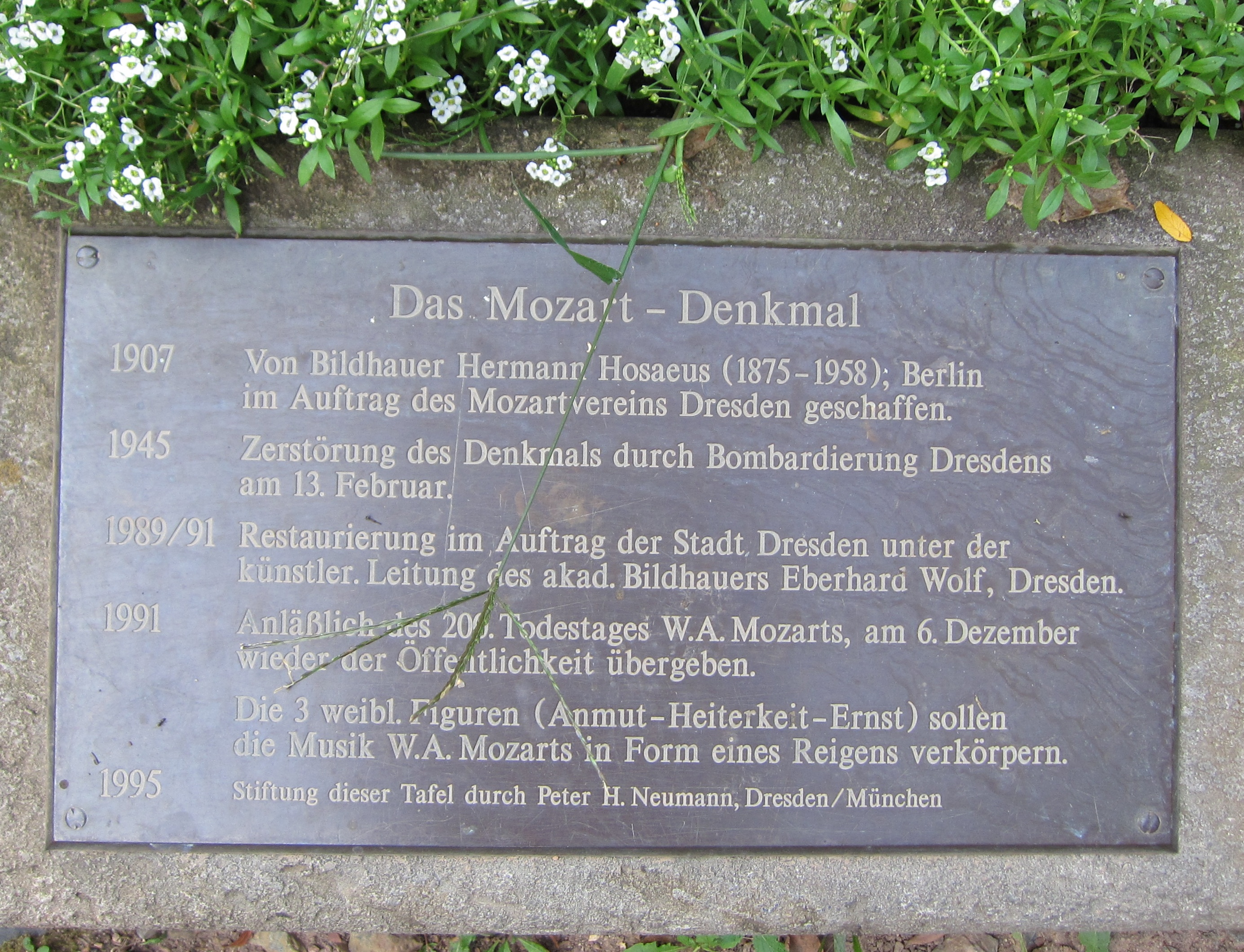
Informationstafel